# Clinton Curtis
Clinton Eugene "Clint" Curtis (nacido en 1958) es un abogado estadounidense, programador de computadoras y exempleado de la NASA, ExxonMobil y Yang Enterprises. Es conocido por sus alegaciones en contra de esta última empresa y el congresista republicano Tom Feeney, incluyendo la acusación en el año 2000 de que Feeney y Yang Enterprises solicitaron su ayuda para robar votos mediante la inserción de un programa informático fraudulento en los sistemas de votación de pantalla táctil.
En 2006, Curtis compitió sin éxito contra Feeney en las elecciones por el 24.º distrito congresional de Florida en el Congreso de los Estados Unidos.
Curtis asistió a la Universidad Estatal de Illinois, donde obtuvo una licenciatura en Ciencias Políticas. En 2007 estudió en la Facultad de Derecho en la Universidad Barry en Orlando, Florida; también estudió en Cambridge, Inglaterra y en la Facultad de Derecho McGeorge de la Universidad del Pacífico en California. Es uno de los socios fundadores del bufet Clint Curtis & Ingrid Morfa.
En 2010, Clint Curtis fue el candidato demócrata para el 4.º distrito congresional de California, perdiendo en última instancia contra el representante titular, Tom McClintock.